# Wieser (Familienname)
Wieser ist ein deutscher Familienname.

## Herkunft und Bedeutung
Wieser kann sowohl Herkunftsname (jemand, der aus einer Ortschaft namens Wieser stammt) als auch Wohnstättenname (jemand, der an einer Wiese wohnt) sein.

## Namensträger
- Alfred Wieser (* 1956), österreichischer Fußballschiedsrichter
- Anton Wieser (Politiker, 1859), österreichischer Politiker, Kärntner Landtagsabgeordneter
- Anton Wieser (Politiker, II), österreichischer Politiker (SPÖ), Tiroler Landtagsabgeordneter
- Anton Wieser (Skispringer) (1921–1993), österreichischer Skispringer
- August Wieser (1847–1916), österreichischer Jurist und Politiker, Bürgermeister von Brünn
- Bernd Wieser (* 1963), österreichischer Rechtswissenschaftler und Hochschullehrer
- Christoph Wieser (Architekt) (* 1967), Schweizer Architekt
- Christoph Wieser (Fußballspieler, 1980) (* 1980), österreichischer Fußballspieler
- Christoph Wieser (Fußballspieler, 1992) (* 1992), österreichischer Fußballspieler
- Claudia Wieser (* 1973), deutsche Künstlerin
- Chrysostomus Wieser (1664–1747), österreichischer Geistlicher, Abt von Lilienfeld
- Dino Wieser (* 1989), Schweizer Eishockeyspieler
- Dorothee Wieser (* 1975), deutsche Didaktikerin
- Eberhard Wieser (1935–2020), deutscher Rechtswissenschaftler
- Franz von Wieser (1848–1923), österreichischer Historiker und Geograph
- Franz Wieser (Politiker, 1941) (* 1941), deutscher Politiker (CDU)
- Franz Wieser (Politiker, 1956) (* 1956), österreichischer Politiker (ÖVP)
- Franz Wieser (Segler), deutscher Segler
- Friedrich von Wieser (1851–1926), österreichischer Ökonom
- Gerhard Wieser (* 1968), italienischer Koch und Autor
- Gottlob Wieser (1888–1973), Schweizer reformierter Pfarrer und Redakteur
- Gustav Wieser (1898–1960), österreichischer Fußballspieler
- Hadmar von Wieser (* 1963), österreichischer Autor
- Harald Wieser (* 1949), deutscher Journalist, Essayist und Biograf
- Heinz Gregor Wieser (1943–2018), Schweizer Neurologe
- Helga Wieser (* 1940), österreichische Politikerin (ÖVP)
- Hildtraud Wieser (* 1947), österreichische Politikerin (FPÖ)
- Hyacinth von Wieser (1848–1877), österreichischer Jurist und Maler
- Johann Wieser († nach 1731), österreichischer Steinmetz und Bildhauer
- Josef Wieser (Politiker, 1828) (1828–1899), österreichischer Propst und Politiker, Tiroler Landtagsabgeordneter (Bozen)
- Josef Wieser (Politiker, II), österreichischer Politiker, Tiroler Landtagsabgeordneter (Brixen)
- Josef Wieser (Offizier) (* 1938), österreichischer Brigadier und Künstler
- Josef Wieser (Politiker, 1946)  (* 1946), österreichischer Politiker (SPÖ), Burgenländischer Landtagsabgeordneter
- Joseph von Wieser (1853–1918), österreichischer Architekt
- Jürgen Wieser (* 1969), deutscher Langstreckenläufer
- Kai Wieser (* 2001), deutscher Volleyballspieler
- Katharina Wieser (* 1963), österreichische Indologin und Diplomatin
- Leopold von Wieser (1819–1902), österreichischer Politiker und Kunstförderer
- Lojze Wieser (* 1954), österreichisch-slowenischer Buchverleger
- Manuel Wieser (* 1990), österreichischer Skirennläufer
- Marc Wieser (* 1987), Schweizer Eishockeyspieler
- Marco Wieser (Fußballspieler, 1975) (* 1975), österreichischer Fußballspieler
- Marco Wieser (Fußballspieler, 2001) (* 2001), österreichischer Fußballspieler
- Marco Wieser (Eishockeyspieler) (* 1990), österreichischer Eishockeyspieler
- Marek Wieser (* 1962), polnischer Kameramann
- Markus Wieser (Segler) (* 1964), deutscher Segler
- Markus Wieser (Gewerkschafter) (* 1965), österreichischer Gewerkschafter
- Marlies Steiner-Wieser (* 1963), österreichische Politikerin (FPÖ)
- Marvin Wieser (* 2004), österreichischer Fußballspieler
- Matthäus Wieser (1617–1678), deutscher Lyriker
- Max Wieser (1890–1946), deutscher Bibliothekar
- Oliver Wieser (* 1973), österreichischer Politiker (SPÖ)
- Otto Wieser (1877–1953), Schweizer Maler und Zeichner
- Paul Horst Wieser (1933–2022), deutscher Hochschullehrer für Physik und Mathematik
- Rafael Wieser (* 1985), österreichischer Schauspieler
- Ralph Wieser (* 1961), österreichischer Filmproduzent
- Roland Wieser (* 1956), deutscher Leichtathlet
- Sandro Wieser (* 1993), Liechtensteiner Fußballspieler
- Sebastian Wieser (1879–1937), deutscher römisch-katholischer Geistlicher und Schriftsteller
- Stefan Wieser (* 1984), deutscher Leichtathlet
- Theodor Wieser (1923–2015), Schweizer Journalist
- Therese Wieser (1898–1976), deutsche Lehrerin, Landwirtin und Politikerin
- Thomas Wieser (Politiker), österreichischer Politiker (SPÖ), Landtagsabgeordneter in Kärnten
- Thomas Wieser (Leichtathlet) (* 1949), Schweizer Leichtathlet
- Thomas Wieser (Ökonom) (* 1954), österreichischer Wirtschaftswissenschaftler
- Thomas Wieser (Fußballspieler, 1956) (* 1956), österreichischer Fußballspieler
- Thomas Wieser (Fußballspieler, 1975) (* 1975), österreichischer Fußballspieler
- Vincent Wieser (* 2002), österreichischer Skirennläufer
- Vitus Wieser (* 1977), österreichischer Schauspieler
- Wolfgang von Wieser (1887–1945), österreichischer Mediziner
- Wolfgang Wieser (Zoologe) (1924–2017), österreichischer Zoologe
- Wolfgang Wieser (Journalist) (* 1963), österreichischer Journalist